# 解放区 (焦作市)
解放区（かいほう-く）は中華人民共和国河南省焦作市の経済・文化の中心に位置する市轄区。

## 行政区画
- 街道:民生街道、民主街道、新華街道、焦西街道、焦南街道、焦北街道、七百間街道、上白作街道、王褚街道